# ファンコイルユニット
ファンコイルユニット(Fan Coil Unit)とは、室内から空気を取り、エアフィルタで塵埃を取り除き、水熱源の熱交換器で温度・湿度を調整し、送風機で空調場所へ送風する、比較的小型で簡易な空気調和機である。特に暖房専用の物はファンコンベクターと呼ばれることもある。
エアコンより先行して普及したセントラルヒーティングの、海外映画等で見られる室内ラジエーターの発展型と言える。

## 用途
循環水による熱搬送とともに事務所ビル・ホテル・病院など、比較的部屋数が多く個別制御が求められる建築物の空調に採用される。
- 窓付近（ペリメータ）の顕熱処理。
- 室内の温度の個別制御。

## 特徴
- 熱源水の流量調整で温度制御が容易にできる。
- 大送風量のエアハンドリングユニットを用いるダクト式に比べ騒音や、システムの容積も小さい。
- 加湿機能を求める場合、各室個別に追加する必要がある。
- 各部屋ごとに多数設置されるので、エアフィルターやドレンパンなどの清掃の手間が多くなる。

## 形態
- 天井埋め込みカセット型 - 表面に吸込口・吹出し口がある天井内設置のもの。
- 天井吊型 - 倉庫などのような天井骨組みがむき出しの場合に使われる。
- 床置き形 - 床面に設置するもの。
- 壁掛け型 - 壁面に取り付けるもの。
- ダクト接続型 - ユニットとダクトを接続し、任意の場所に吸込口・吹出し口を設けられるもの。
- 二重床吹き出し型 - 二重床内部に空調空気を吹き出すもの、電算室などの二重床の部屋で用いられる。

## 種類
- 4管式 - 冷水コイルと温水コイルを持つもの。冷房・暖房を一日の間で切り替える必要のある部屋に使用される。
- 3管式 - 冷水コイルと温水コイルを持つものであるが、冷温水の還り配管を1つとしたもの。配管を減らすことができるが、冷温水の混合損失が大きいためほとんど使用されることは無い。
- 2管式 - コイルが1つしかないもので、暖房期・冷房期で冷温水を切り替えて使用される。